# 최우석 (2005년)
최우석(2005년 3월 31일 ~ )은 KBO 리그 NC 다이노스의 투수이다.

## NC 다이노스시절
2024년에 입단하였다. 2024년 5월 24일 LG 트윈스와의 경기에 출전하며 데뷔 첫 경기를 치렀고, 경기에서 1이닝 1실점 1자책을 기록하였다.

## 출신 학교
- 인천서흥초등학교
- 동인천중학교
- 비봉고등학교